# Stadtpark Hamborn

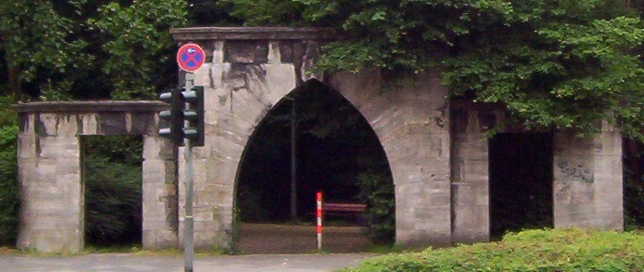
Eingangsportal zum Hamborner Stadtpark

Der Stadtpark Hamborn, auch Hamborner Stadtpark oder Hamborner Stadtwald genannt, ist eine Erholungsanlage im Duisburger Stadtteil Hamborn in Nordrhein-Westfalen.

## Lage
Die Parkanlage erstreckt sich auf einer dreiecksförmigen Fläche von rund 110 Hektar zwischen der heutigen Hamborner Straße (vormals Meidericher Straße), der heutigen Dieselstraße (vormals Grünstraße) und der Bundesautobahn 42. In unmittelbarer Nähe befinden sich die Leibniz-Gesamtschule (ehemaliges Leibniz-Gymnasium), das Abtei-Gymnasium, die Prämonstratenser-Abtei Hamborn und das Johanneshospital (Helios Klinikum Duisburg). An der Hamborner Straße gegenüber liegt der Haupteingang des Botanischen Gartens.

## Historie der Parkanlage

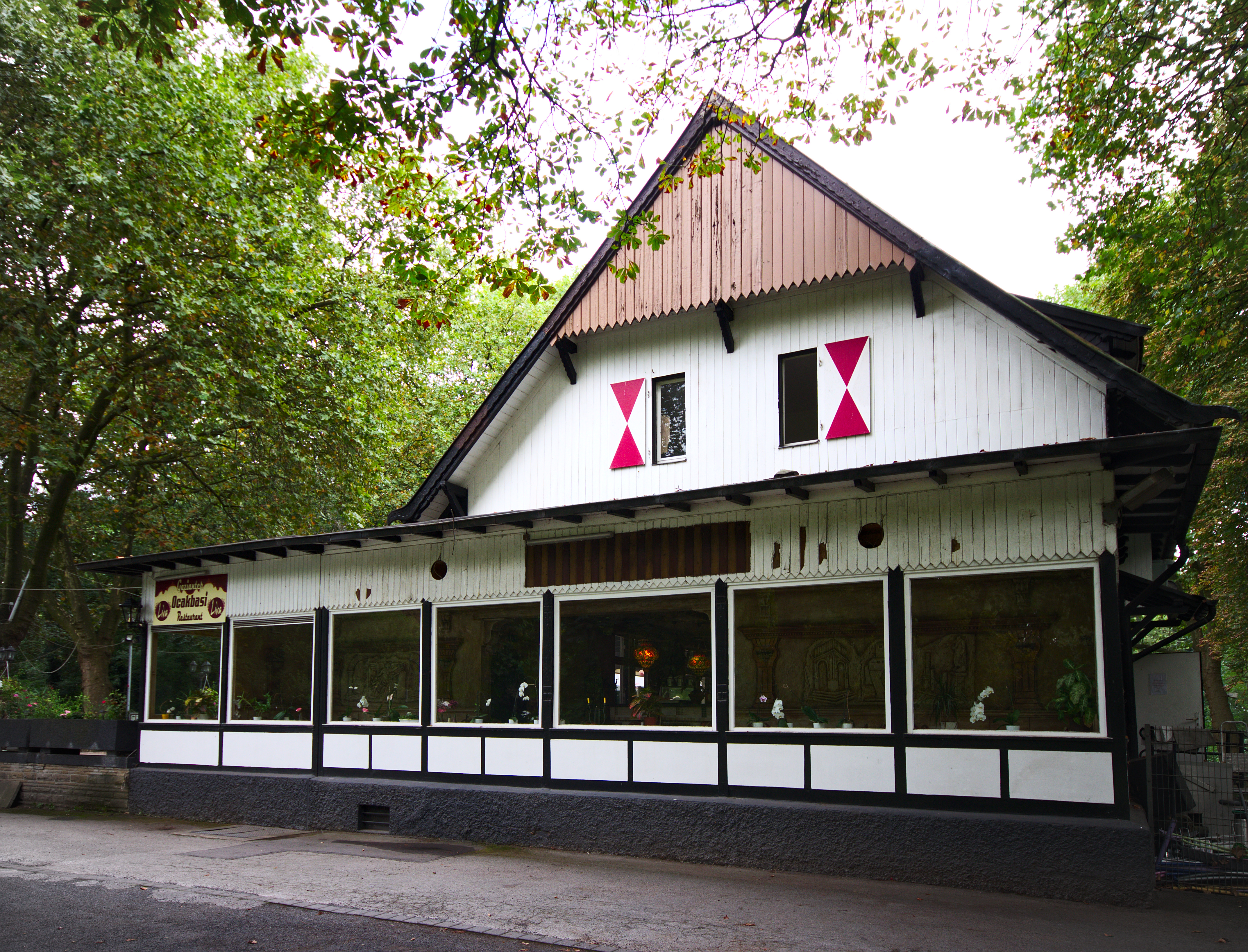
Stadtpark-Restaurant (2016)

Da in dem schnell wachsenden Industriestandort Hamborn die Schaffung einer Parkanlage geboten erschien, wurde im August 1906 der Hamborner Gemeindepark, wie er bis zur Eingemeindung Hamborns nach Duisburg im Jahre 1929 genannt wurde, eröffnet. Weihnachten 1906 schloss sich dann die Eröffnung des Hamborner Stadtpark-Restaurants „Parkhaus“ als zugehöriger Restaurationsbetrieb an, der sich für das aufstrebende Bürgertum zum zentralen Anziehungspunkt innerhalb des Parks entwickelte. In den 1930er Jahren entstand in der Nähe ein Sportplatz.
Heute befinden sich im Hamborner Stadtpark ein türkisches Restaurant im ehemaligen Parkhaus sowie der Tennis-Club Sportfreunde Hamborn 07.

## Geschichte des Stadtpark-Restaurants
Der erste Pächter des Restaurants war Heinrich Witte, dem Ernst Oderwald folgte. Von 1924 bis 1955 führte Karl Kann das Haus und betrieb zusätzlich eine Trinkhalle, welche vor allem die vielen Thyssen-Beschäftigten frequentierten. Bis 2008 gab es vier weitere Pächter. Mitte der 1990er Jahre übernahmen die letzten Betreiber, das Ehepaar Anna-Maria und Rolf Pape, das Haus, erwarben es um die Jahrtausendwende käuflich von der Stadt und führten es noch bis 2008 fort. Nachdem es mehrere Jahre leer gestanden hatte, eröffnete 2011 darin ein türkisches Restaurant.

## Denkmal
Das Restaurant-Gebäude ist seit dem 1. März 2011 unter Nr. 616 in der Liste der Baudenkmäler in Duisburg-Hamborn eingetragen.